# Hallgrímur Hannesson Scheving
Hallgrímur Hannesson Scheving (født 13. juli 1781, død 31. december 1861) var en islandsk filolog.

## Biografi
Hallgrímur Hannesson Scheving var søn af præsten Hannes Lauritsson Scheving og Snjálaug Hallgrímsdatter.
Scheving, hvis familienavn minder om slægtens afstamning fra landsbyen Skævinge på det nordlige Sjælland, fødtes 13. juli 1781 på Helgastaðir i Nordisland.
Efter at have gennemgået skolen på Holar studerede han fra 1804 ved Københavns Universitet og tog her, foruden at besvare en prisopgave, 1809 filologisk skoleeksamen; 1817 tildeltes ham for en fra Island nedsendt afhandling den filosofiske doktorgrad.
Fra 1810 virkede han som lærer ved latinskolen på Bessastaðir og udnævntes, samtidig med at denne forlagdes til Reykjavik, 1846 til overlærer; efter at være afskediget 1850 levede han til sin død, 31. december 1861, i Reykjavik.
1820 ægtede han præstedatteren Kristin Gisladatter.

## Filologien og forfattervirksomheden
Scheving var en alvorlig og karakterfast mand, som havde stor indflydelse på sine disciple og forstod at vække deres interesse for sproglige studier, f.eks. var den islandske filolog Konráð Gíslason elev af Scheving.
Ved siden af klassiske sprog syslede han særligt med islandsk og anlagde betydelige leksikalske samlinger, som han dog til dels selv skal have tilintetgjort inden sin død. I øvrigt udfoldede han kun ringe produktivitet.
Mærkes kunne foruden hans disputats, der giver kritiske bidrag til Ciceros Brutus, en undersøgelse om nogle vers i Völuspá, udgivelsen af nogle mindre islandske tekster Hugsvinnsmál, Forspjallsljóð,
og ordsprogssamlinger, som han lod trykke i skoleprogrammer 1831-47.